# Jake Schreier
Jacob Stacey Schreier (Berkeley (Califòrnia), 29 de setembre de 1981) és un director de cinema, vídeos musicals i comercials estatunidenc. Va ser membre fundador de Waverly Films, un col·lectiu de cinema amb seu a Brooklyn, i es va unir a Park Pictures en 2006, estrenant el seu primer llargmetratge Un amic per a en Frank en 2012. En 2015, va estrenar Paper Towns, una adaptació de la novel·la del 2008 del mateix nom per John Green.

## Biografia

### Primers anys
Nascut s Berkeley, Jake Schreier va assistir a la Escola d'Arts Tisch de la Universitat de Nova York. Després de graduar-se, va dirigir vídeos musicals, inclòs un per a Francis and the Lights, un intèrpret i compositor amb qui Schreier també va tocar el teclat durant diversos anys. També va dirigir comercials per a productes com Absolut Vodka i telèfons Verizon. Juntament amb els seus amics de la universitat, va cofundar el col·lectiu cinematogràfic Waverly Films i va continuar col·laborant en projectes cinematogràfics per a televisió i la web.

### Carrera
En 2006, va signar amb Park Pictures, una productora de comercials i pel·lícules, i va treballar en diverses campanyes publicitàries i comercials; es va destacar pel seu treball i va aparèixer en la llista de "Millors nous directors" de la revista Creativity i altres revistes de la indústria publicitària. En 2012, va estrenar el seu primer llargmetratge, Un amic per a en Frank, basat en el guió del seu amic i company de classe de Tisch, Christopher Ford. La pel·lícula va guanyar el Premi Alfred P. Sloan en el Festival de Cinema de Sundance, a la millor pel·lícula que se centra en la ciència o la tecnologia com a tema, empatant amb la pel·lícula caixmiri, Valley of Saints. Un amic per a en Frank li va valer a Schreier elogis de la crítica pel seu debut com a director. El crític de cinema de Los Angeles Times, Kenneth Turan, la va qualificar com "excepcionalment polit per a ser un esforç per primera vegada", i Rolling Stone li va donar tres de quatre estrelles. També va dirigir l'adaptació cinematogràfica del llibre de John Green, Paper Towns, que es va estrenar el 24 de juliol de 2015.
Al juny de 2022, va ser contractat per a dirigir la pel·lícula de superherois Thunderbolts (2024) de Marvel Studios.

## Filmografia

### Pel·lícules
| Any  | Títol                                          | Notes        |
| ---- | ---------------------------------------------- | ------------ |
| 2012 | Un amic per a en Frank                         |              |
| 2015 | Paper Towns                                    |              |
| 2021 | Chance the Rapper's Magnificent Coloring World |              |
| 2025 | Thunderbolts                                   | Preproducció |

### Sèries de televisió
| Any       | Títol                    | Notes          |
| --------- | ------------------------ | -------------- |
| 2013      | Alpha House              | 1 episodio     |
| 2016      | Shameless                | 1 episodi      |
| 2017-2018 | I'm Dying Up Here        | 2 episodis     |
| 2018-2019 | Lodge 49                 | 6 episodis     |
| 2018-2020 | Kidding                  | 6 episodis     |
| 2021      | Dave                     | 1 episodio     |
| 2021      | Brand New Cherry Flavor  | 2 episodis     |
| 2021      | The Premise              | 1 episodi      |
| 2022      | Minx                     | 1 episodi      |
| 2023      | Beef                     | 6 episodis     |
| 2023      | Star Wars: Skeleton Crew | Post-producció |